# Mayke
Mayke Rocha Oliveira, mais conhecido como Mayke (Carangola, 10 de novembro de 1992), é um futebolista brasileiro que atua como lateral-direito. Defende o Santos.
É o jogador com mais títulos do Campeonato Brasileiro na era dos pontos corridos, com cinco conquistas (2013, 2014, 2018, 2022 e 2023). Foi escolhido pela CBF como o melhor lateral-direito do Brasileirão de 2018, e recebeu três vezes (2013, 2018 e 2023) o prêmio Bola de Prata como o melhor lateral-direito da competição.
Revelado pelo Cruzeiro, Mayke foi promovido ao elenco principal em 2012, mas só fez sua estreia em 2013. Logo em seu primeiro ano como profissional, teve um papel importante na campanha que culminou com o terceiro título nacional do clube. Se firmou entre os titulares no ano seguinte, mas caiu de rendimento e perdeu espaço entre os titulares, sendo emprestado ao Palmeiras em 2017.
No Verdão, Mayke dividiu o protagonismo na lateral-direita com Marcos Rocha, sendo titular na campanha do décimo título brasileiro do Palmeiras, em 2018, e na final da Libertadores de 2021, na qual foi considerado um dos melhores jogadores em campo. Muitas vezes improvisado como ponta-direita, cresceu em protagonismo com Abel Ferreira em 2022 e 2023. Em 2024, no entanto, sofreu com uma série de lesões e não conseguiu voltar a ter uma sequência de jogos como titular.

## Carreira

### Cruzeiro
Nascido em Carangola e criado em Pedra Dourada, Mayke iniciou no futebol jogando em times amadores da região. Foi jogando na posição de meia, com a camisa 10, que se destacou na Taça BH de Futebol Júnior pela Siderúrgica de Sabará, chamando a atenção de Careca, ex-jogador e olheiro do Cruzeiro que o chamou para um teste para as categorias de base do clube. Pela Raposa, Mayke passou a jogar como lateral e foi Campeão Brasileiro Sub-20 em 2010, e foi promovido por Celso Roth para integrar o elenco principal em 2012. Após aparecer apenas como reserva em duas partidas, retornou ao Sub-20 e ajudou a equipe a conquistar o Campeonato Brasileiro Sub-20 novamente em 2012.

#### Bicampeão Brasileiro e primeira Bola de Prata (2013–14)
Em 17 de março de 2013, com Marcelo Oliveira, Mayke fez sua estreia no Cruzeiro, ao substituir o titular Ceará no intervalo da partida contra o Boa Esporte pelo Campeonato Mineiro. Sua primeira oportunidade como titular veio na última rodada da primeira fase do Campeonato Mineiro, contra o Tupi, em Juiz de Fora – o Cruzeiro, já classificado, entrou em campo com um time misto. Mayke atuou durante os 90 minutos e deu uma assistência, ao cruzar para Dagoberto fazer o primeiro gol na vitória por 2 a 0.
Mayke seguiu como a segunda opção na lateral direita cruzeirense, tendo algumas oportunidades entre os titulares na ausência de Ceará. Em junho de 2013, renovou contrato com o clube celeste até o fim de 2014. No mesmo período, Mayke se firmou no time titular, mesmo após Ceará retornar de lesão. No dia 17 de agosto, marcou seu primeiro gol como profissional, na goleada por 5 a 1 sobre o Vitória, no Mineirão, pela 15ª rodada do Campeonato Brasileiro.
Mayke se manteve entre os titulares até se lesionar no treino antes da partida contra o Flamengo, pela Copa do Brasil. Após a recuperação, seguiu como opção no banco, finalizando a temporada como reserva de Ceará. Contudo, foi o vencedor do prêmio Bola de Prata como o melhor lateral-direito do Brasileirão em 2013. Ao final da temporada, assinou um novo contrato com a Raposa, agora válido até 2016.
Mayke manteve-se como reserva no início da temporada de 2014, tendo algumas oportunidades no Campeonato Mineiro. No final de julho de 2014, após nova lesão do titular Ceará, Mayke ganhou uma nova sequência entre os titulares e assumiu de vez a posição, ajudando o Cruzeiro a conquistar o Brasileirão pelo segundo ano consecutivo. Ao final da temporada, seu desempenho foi elogiado e chamou a atenção de Porto e Benfica, que chegaram a sondar o jogador.

#### Queda de rendimento e lesões (2015–16)
Mesmo com o interesse do futebol português, Mayke permaneceu na Raposa em 2015, agora iniciando o ano como titular na lateral direita. No entanto, não conseguiu repetir o desempenho das temporadas anteriores, sendo alvo de vaias da torcida e perdendo espaço entre os titulares para Ceará e para o recém-chegado Fabiano. Após lesionar-se na eliminação na Copa do Brasil para o Palmeiras, Mayke voltou a ser reserva de Ceará, mesmo após a recuperação. A segunda metade da temporada de 2015 foi marcada por uma falha na derrota por 3 a 0 contra o Corinthians, fora de casa, e um período de três meses sem entrar em campo, logo após o erro. Durante o período, chegou a ser testado como volante pelo técnico Mano Menezes durante os treinos.
Com a decisão do Cruzeiro em não renovar o contrato com Ceará, Mayke voltou a ganhar uma nova chance entre os titulares no final de 2015, mas começou a temporada seguinte como reserva de Fabiano. Mayke conviveu com lesões ao longo de 2016: em 20 de abril, teve uma lesão muscular na coxa esquerda após a partida contra o Campinense pela Copa do Brasil. Após 10 jogos fora, voltou a ser relacionado em 15 de junho, contra o Flamengo, pela 8ª rodada do Brasileirão. Teve um bom desempenho em seu retorno e ganhou espaço com Paulo Bento, mas após três partidas como titular, voltou a se lesionar, desta vez uma lesão muscular na panturrilha esquerda que o deixou de fora do restante da temporada.
A expectativa da diretoria cruzeirense era que Mayke se consolidasse como o lateral-direito titular para 2017, assim que retornasse de lesão. No entanto, Mayke não conseguiu se firmar entre os titulares e novamente se tornou alvo de críticas da torcida. Contestado, acabou sendo emprestado para o Palmeiras em 13 de maio de 2017.

### Palmeiras
Chegou ao Palmeiras por empréstimo até o final de 2018, na negociação que envolveu a ida do atacante Rafael Marques ao Cruzeiro. Com isso seu contrato com o clube mineiro foi estendido até 2020. Mayke disputou posição novamente com Fabiano, e terminou seu primeiro ano como titular no Verdão – mas de forma ainda contestável, já que o clube seguiu atrás de novas peças para a posição. No início de 2018, perdeu espaço com a contratação de Marcos Rocha, que ganhou a posição de titular com Roger Machado. No entanto, com a lesão do titular e a chegada de Luiz Felipe Scolari ao comando do Verdão, no segundo semestre, Mayke se destacou e consolidou seu lugar no time titular. Fechou o ano como campeão Brasileiro, eleito o melhor lateral-direito da competição pela CBF e vencendo o troféu Bola de Prata pela segunda vez.
Apesar dos planos do Cruzeiro em contar com o retorno de Mayke em 2019, a diretoria mudou de ideia após o jogador se envolver em briga com o atacante Sassá no jogo de volta da fase semifinal da Copa do Brasil. O lateral foi agredido com um soco no rosto pelo atacante cruzeirense, o que pesou na decisão do clube mineiro em vender Mayke, em definitivo, para o Palmeiras, em 28 de novembro de 2018.
Mayke seguiu com um bom desempenho em 2019, mas perdeu espaço entre os titulares com a subida de rendimento de Marcos Rocha. Ainda sofreu uma grave lesão no tendão adutor direito, tendo que passar por cirurgia que o deixou de fora por quase três meses. Entrou em 2020 como reserva, mantendo o bom desempenho quando acionado, mas também tendo a temporada prejudicada por mais lesões. Em novembro de 2020, em partida contra o Ceará pela Copa do Brasil, Mayke chegou a cem jogos com a camisa do Palmeiras.
Com o titular Marcos Rocha suspenso para a disputa da final da Libertadores de 2021, Mayke foi o escolhido por Abel Ferreira para entrar como titular.  Deu a assistência para o primeiro gol, de Raphael Veiga, e fez uma boa partida defensivamente, ajudando o Alviverde a chegar ao terceiro título continental. Consolidou-se, ao lado de seu companheiro de time Marcos Rocha, como um dos melhores laterais-direitos do país. Neste período também passou a atuar no ataque, como ponta-direito.
Em outubro de 2022, renovou seu contrato com o Palmeiras até o fim de 2024. Com o título brasileiro de 2023, Mayke conquistou seu quinto Campeonato Brasileiro (dois pelo Cruzeiro e três pelo Palmeiras), se tornando o primeiro jogador a alcançar essa marca na era dos pontos corridos. No mesmo ano, conquistou pela terceira vez o prêmio Bola de Prata.
Em 2024, Mayke estendeu seu contrato com o Palmeiras por um ano, até o final de 2025. Ele não foi titular absoluto do técnico Abel Ferreira no período, disputando a posição com Marcos Rocha, que teve mais minutos em campo. Mayke disputou 40 partidas pelo Palmeiras, com 2.039 minutos em campo, marcou um gol e ainda deu quatro assistências. Em janeiro de 2025, Mayke completou trezentos jogos com a camisa do Palmeiras.

### Santos
Em julho de 2025, sem espaço, foi noticiado que Mayke havia acertado sua ida para o Santos. O lateral tinha contrato com o Palmeiras até o fim do ano, e o Peixe fez uma proposta contratual até o final de 2027, o que agradou mais ao jogador do que a ideia do alviverde, que era de uma renovação até o fim do ano seguinte apenas. No dia 26 de julho, Mayke se despediu dos jogadores e da torcida do Palmeiras antes da vitória contra o Grêmio, no Allianz Parque. O jogador também citou a possibilidade de atuar ao lado de Neymar como um fator decisivo na escolha do destino. Foi anunciado como reforço do Santos oficialmente em 30 de julho.

## Estilo de jogo
No início de sua carreira, Mayke ficou conhecido por atuar de maneira mais ofensiva, se destacando, principalmente, pela sua velocidade.

## Estatísticas
Atualizadas até 21 de fevereiro de 2025.[carece de fontes?]
| Clube             | Temporada         | Campeonato nacional | Campeonato nacional | Copa nacional[a] | Copa nacional[a] | Competições continentais[b] | Competições continentais[b] | Outros torneios[c] | Outros torneios[c] | Total | Total |
| Clube             | Temporada         | Jogos               | Gols                | Jogos            | Gols             | Jogos                       | Gols                        | Jogos              | Gols               | Jogos | Gols  |
| ----------------- | ----------------- | ------------------- | ------------------- | ---------------- | ---------------- | --------------------------- | --------------------------- | ------------------ | ------------------ | ----- | ----- |
| Cruzeiro          | 2012              | 0                   | 0                   | —                | —                | —                           | —                           | —                  | —                  | 0     | 0     |
| Cruzeiro          | 2013              | 22                  | 2                   | 2                | 0                | —                           | —                           | 5                  | 0                  | 29    | 2     |
| Cruzeiro          | 2014              | 30                  | 0                   | 4                | 0                | 2                           | 0                           | 9                  | 1                  | 45    | 1     |
| Cruzeiro          | 2015              | 17                  | 0                   | 1                | 0                | 9                           | 0                           | 9                  | 0                  | 36    | 0     |
| Cruzeiro          | 2016              | 4                   | 0                   | 1                | 0                | 0                           | 0                           | 8                  | 0                  | 13    | 0     |
| Cruzeiro          | 2017              | 0                   | 0                   | 2                | 0                | 2                           | 0                           | 11                 | 0                  | 15    | 0     |
| Cruzeiro          | Total             | 73                  | 2                   | 10               | 0                | 13                          | 0                           | 42                 | 1                  | 138   | 3     |
| Palmeiras         | 2017              | 26                  | 1                   | —                | —                | —                           | —                           | —                  | —                  | 26    | 1     |
| Palmeiras         | 2018              | 21                  | 0                   | 2                | 0                | 8                           | 0                           | 4                  | 0                  | 35    | 0     |
| Palmeiras         | 2019              | 6                   | 0                   | 2                | 1                | 3                           | 0                           | 10                 | 0                  | 21    | 1     |
| Palmeiras         | 2020              | 21                  | 0                   | 5                | 0                | 4                           | 0                           | 8                  | 0                  | 38    | 0     |
| Palmeiras         | 2021              | 12                  | 0                   | 2                | 0                | 4                           | 0                           | 14                 | 0                  | 32    | 0     |
| Palmeiras         | 2022              | 28                  | 3                   | 2                | 0                | 9                           | 0                           | 9                  | 0                  | 48    | 3     |
| Palmeiras         | 2023              | 33                  | 1                   | 6                | 0                | 11                          | 1                           | 8                  | 0                  | 58    | 2     |
| Palmeiras         | 2024              | 22                  | 1                   | 5                | 0                | 5                           | 0                           | 8                  | 0                  | 40    | 1     |
| Palmeiras         | 2025              | 0                   | 0                   | 0                | 0                | 0                           | 0                           | 8                  | 0                  | 8     | 0     |
| Palmeiras         | Total             | 169                 | 6                   | 24               | 1                | 45                          | 1                           | 69                 | 0                  | 307   | 7     |
| Total na carreira | Total na carreira | 242                 | 9                   | 34               | 1                | 58                          | 1                           | 111                | 1                  | 445   | 10    |

- a. ^ Jogos da Copa do Brasil
- b. ^ Jogos da Copa Libertadores e Copa Sulamericana
- c. ^ Jogos do Campeonato Mineiro, Primeira Liga do Brasil, Campeonato Paulista, Recopa Sulamericana e Mundial de Clubes

## Títulos
Cruzeiro
- Campeonato Brasileiro: 2013 e 2014
- Campeonato Mineiro: 2014
- Campeonato Brasileiro Sub-20: 2010 e 2012

Palmeiras
- Campeonato Brasileiro: 2018, 2022 e 2023
- Campeonato Paulista: 2020, 2022, 2023 e 2024
- Copa Libertadores da América: 2020 e 2021
- Copa do Brasil: 2020
- Recopa Sul-Americana: 2022
- Supercopa do Brasil: 2023[89]

### Prêmios individuais
- Bola de Prata: 2013, 2018 e 2023
- Prêmio Craque do Brasileirão: 2018